# Kniahynyn
Kniahynyn (ukr. Княгинин; pol. hist. Kniahynin) – wieś na Ukrainie, w obwodzie chmielnickim, w rejonie kamienieckim, nad rzeką Żwanczyk.

## Dwór
- piętrowy dwór wybudowany w 1817 roku przez Mikołaja Rożałowskiego został rozebrany. W 1842 roku Alojzy Orsini-Rosenberg wybudował dwukondygnacyjny dom w stylu neoklasycystycznym[2]. Od frontu portyk na parterze z trzema arkadami na piętrze z czterema kwadratowymi słupami podtrzymującymi  trójkątny fronton. Dwór zniszczony[3].